# Numa Edward Hartog
Pour les articles homonymes, voir Hartog.
Numa Edward Hartog, né le 20 mai 1846 et mort le 19 juin 1871, est un mathématicien juif britannique qui a attiré l'attention en 1869 pour avoir obtenu son diplôme de l'Université de Cambridge en tant que Senior Wrangler et lauréat du Prix Smith ; mais en tant que juif, il n'avait pu obtenir une bourse d'études. Le cas de Hartog a conduit à l'adoption de la loi sur les tests universitaires (en) de 1871 (Universities Tests Act), qui supprime les obstacles religieux pour l'obtention de bourses à Oxford et à Cambridge.

## Biographie
Hartog est né à Londres le 20 mai 1846 d'Alfonse Hartog et de l'écrivaine Marion Moss. Il est le frère aîné de Cécile, Héléna, Marcus et Philip Hartog (en).
Au début de sa carrière universitaire, il fréquente l'University College School de Londres, puis l'University College de Londres. À Cambridge, il fréquente le Trinity College. Il est une figure pionnière pour surmonter les obstacles religieux pour la réussite scolaire au Royaume-Uni. Par exemple, lors de l'obtention de son Bachelor of Arts, les mots In nomine Patris et Filii et Spiritus Sancti ont été omis. Cependant, il n'a pas pu être accepté pour l'obtention d'une bourse en raison de son incapacité à souscrire au test requis en raison de sa religion.
En quelques semaines, l'avocat général John Coleridge du gouvernement Gladstone présente un projet de loi pour remédier à la situation. La Chambre des lords rejette à deux reprises des projets de loi adoptés par la Chambre des communes avant d'accepter finalement le Universities Tests Act de 1871. Le témoignage de Hartog devant les Lords contribue à assurer son passage.
Hartog est membre du Conseil du Collège des Juifs et secrétaire honoraire de la Société de littérature hébraïque.
Hartog est mort de la variole à l'âge de 25 ans.